# Liste d'artistes français
Liste chronologique des articles consacrés aux artistes français en arts plastiques ou visuels ainsi que, pour quelques artistes du XXe siècle, en art performance). Voir également littérature française, musique française, cinéma français et culture française.

## Moyen Âge
Voir également Moyen Âge, architecture gothique, enluminures.
- Jean Pucelle (actif 1325-1328)
- Claus Sluter (Hollandais, a travaillé en Bourgogne de 1395-1406) sculpteur
- Les frères de Limbourg (Pol et Hermann) (artistes flamands travaillant en Bourgogne entre 1403 et 1416)

## Renaissance
Voir également Renaissance, François Ier de France, Henri II de France, Catherine de Médicis, Henri III de France, Henri IV de France, Louvre, Château de Fontainebleau, Châteaux de la Loire.
- Jacques Morel (~1395-1459) sculpteur
- Antoine Le Moiturier (1425-1480) (actif dans les années 1460) sculpteur
- Simon Marmion (~1420-1489) enluminures
- Jean Fouquet (1425-1481) peintre, enluminures
- Nicolas Froment (~1450-~1490) peintre
- Jean Juste (actif 1515-1530) sculpteur
- Jean Clouet (~1485-1541) (né en Flandres) peintre, miniaturiste
- Jean Duvet (~1485-2134) graveur
- Jean Cousin le Jeune (1490-1561) peintre, graveur, sculpteur
- Ligier Richier (1500-1567) sculpteur
- Philibert Delorme (ou de L'Orme) (1505/1510-1570) sculpteur, plans architecturaux
- Pierre Bontemps (1505/1510-après 1562) sculpteur
- Jean Goujon (~1510-~1565) sculpteur
- Jacques Androuet du Cerceau (~1510-1585) plans architecturaux
- Bernard Palissy (1510-1590) maître potier
- François Clouet (~1515-1572) (fils de Jean Clouet) peintre
- Pierre Lescot (~1515-1578) sculpteur, architecte
- Jean Decourt (actif dans les années 1570) peintre
- François Quesnel (actif dans les années 1580) peintre
- Jacques Patin (actif dans les années 1580) graveur
- Antoine Caron (~1521-1599) peintre
- Germain Pilon (~1535-1590) sculpteur
- Ambroise Dubois (~1542-1614) (né en Flandres) peintre
- Barthélemy Prieur (~1559-1616) sculpteur
- Toussaint Dubreuil (~1561-1602) peintre
- Martin Fréminet (1567-1619) peintre
- Frans Pourbus le Jeune (1569-1622) (né en Flandres) peintre
- Jacques Bellange (1575-1616) (Lorraine) graveur
- Claude Deruet (1588-1660) (Lorraine) peintre

## XVIIesiècle
Voir également Louis XIII de France, Richelieu, Baroque, Louis XIV de France, Palais de Versailles, Classicisme.
- Simon Vouet (1590-1649) peintre
- Jacques Callot (1592-1635) (Lorraine) graveur
- Georges de La Tour (1593-1652) peintre
- Nicolas Poussin (1594-1665) peintre
- Jacques Linard (1597-1645) peintre
- Antoine Le Nain (avant 1600-?) peintre
- Louis Le Nain (après 1600-?) peintre
- Abraham Bosse (1602-1676) graveur
- Mathieu Le Nain (1607-~1677) peintre
- Claude Lorrain (1600-1682) peintre
- Philippe de Champaigne (1602-1674)
- Laurent de La Hyre (1606-1565) peintre
- Jean Nicolle (1610-vers 1650) peintre
- Pierre Mignard (1612-1695) peintre
- André Le Nôtre (1613-1700) architecte paysagiste
- Daniel Hallé (1614-1675) peintre
- Pierre Le Tellier (1614-1702) peintre
- Marc Restout (1616-1684) peintre
- Eustache Le Sueur (1616-1655) peintre
- Sébastien Bourdon (1616-1671) peintre
- Charles Le Brun (1619-1690) peintre,
- Pierre Puget (1620-1694) sculpteur
- François Girardon (1628-1715) sculpteur
- Charles de la Fosse (1636-1716) peintre
- Claude Lefèbvre (1637-1675) peintre et graveur
- Antoine Coysevox (1640-1720) sculpteur
- Jean Jouvenet (1644-1717) peintre
- François de Troy (1645-1730) peintre
- Nicolas Colombel (1646-1717) peintre
- Jacques Restout (1650-1701) peintre
- Claude Guy Hallé (1652-1736) peintre
- Eustache Restout (1655-1743) graveur et peintre
- Nicolas de Largillierre (1656-1746) peintre
- Hyacinthe Rigaud (1659-1743) peintre
- Antoine Coypel (1661-1722) sculpteur
- François Desportes (1661-1743) peintre
- Thomas Restout (1671-1754) peintre

## XVIIIesiècle
Voir également Palais de Versailles, Louis XV de France, Madame de Pompadour, Rococo, Louis XVI de France, Néoclassicisme, Lumières, Gobelins. Pour la critique de l’art, voir Denis Diderot.
- Jean-François de Troy (1679-1752) (fils de François) peintre
- Antoine Watteau (1684-1721) peintre
- Jean-Baptiste van Loo (1684-1745) peintre
- Jean-Marc Nattier (1685-1766) peintre
- Jean-Baptiste Oudry (1686-1755) peintre
- François Lemoyne (1688-1737) peintre
- Nicolas Lancret (1690-1743) peintre
- Jean Restout (1692-1768) peintre
- Jean-Baptiste Pater (1695-1736) peintre
- Jean-Baptiste Siméon Chardin (1699-1779) peintre
- Étienne Jeaurat (1699-1789) peintre et dessinateur
- Charles-Joseph Natoire (1700-1777) peintre
- Louis-François Roubiliac (1702-1762) sculpteur
- Jean-Étienne Liotard (1702-1789) peintre
- Joseph Aved (1702-1766) portraitiste
- François Boucher (1703-1770) peintre, graveur
- Maurice Quentin de La Tour (1704-1788) peintre
- Jean-Baptiste Lemoyne (1704-1778) peintre, sculpteur
- Charles-André van Loo (Carle Van Loo) (1705-1765) (frère de Jean-Baptiste van Loo) peintre
- Louis-Michel van Loo (1707-1771) (fils de Jean-Baptiste van Loo) peintre
- Noël Hallé (1711-1781) peintre et graveur
- Jean-Baptiste Pigalle (1714-1785) sculpteur
- Claude Joseph Vernet (1714-1789) peintre
- Jean-Baptiste Perronneau (1715-1783) peintre
- Étienne Maurice Falconet (1716-1791) sculpteur
- Joseph-Marie Vien (1716-1809) peintre
- Charles Amédée Philippe van Loo (1719-1795) (fils de Jean-Baptiste van Loo) peintre
- Charles-Germain de Saint-Aubin (1721-1786) graveur, brodeur
- Jean-Baptiste Greuze (1725-1805) peintre
- Michel-Bruno Bellengé (1726-1793) peintre
- François-Hubert Drouais (Drouais le fils) (1727-1775) peintre
- Jean-Baptiste Deshays de Colleville (1729-1765) peintre
- Jean-Honoré Fragonard (1732-1806) peintre
- Jean-Jacques Durameau (1733-1796) peintre
- Hubert Robert (1733-1808) peintre, graveur
- Nicolas-Bernard Lépicié (1735-1784) peintre
- Marin-Nicolas Jadoulle (1736-1805) graveur et sculpteur
- Jean-Antoine Houdon (1741-1828) sculpteur
- Jean-Michel Moreau (dit le Jeune) (1741-1814) graveur
- François Godefroy (1743-1819) graveur
- Jacques Louis David (1748-1825) peintre
- Charles Eschard (1748-1810) peintre
- Élisabeth Vigée Le Brun (1755-1842) peintre

## XIXesiècle(du romantisme à l’impressionnisme)
Voir également Révolution française, Napoléon Ier, Romantisme, École de Barbizon, Naturalisme, Symbolisme, Impressionnisme, Académisme, Napoléon III, Photographie, Modernisme.
- Jean-Baptiste Regnault (1754-1829) peintre
- Joseph Chabord (1783-1848) peintre
- Alexandre-Hyacinthe Dunouy (1757-1841) peintre
- Pierre Paul Prud'hon (1758-1823) peintre
- Joseph Nicéphore Niépce (1765-1833) photographe
- Thomas Henry, (1766-1836) peintre
- Jacques Augustin Catherine Pajou (1766-1828) peintre
- Anne-Louis Girodet de Roussy-Trioson (1767-1824) peintre
- Jean-Baptiste Isabey (1767-1855) peintre
- Pierre-François Godard (1768-1838) graveur
- Antoine Jean Gros (1771-1835) peintre
- Pierre-Narcisse Guérin (1771-1833) peintre
- Eustache-Hyacinthe Langlois (1777-1837) peintre, dessinateur et graveur
- Jean Auguste Dominique Ingres (1780-1867) peintre
- François Rude (1784-1855) sculpteur
- Louis-Jacques Daguerre (1787-1851) photographe
- Jean-Charles Langlois dit « le colonel » (1789-1870) peintre
- Horace Vernet (1789-1863) peintre
- Jules-Robert Auguste (~1789-1850) peintre
- Théodore Géricault (1791-1824) peintre
- Nicolas Toussaint Charlet (1792-1845) peintre
- Antoine-Louis Barye (1795-1875) sculpteur
- Ary Scheffer (1795-1858) peintre
- Jean-Baptiste Camille Corot (1796-1875) peintre
- Lizinska de Mirbel (1796-1849) miniaturiste
- Paul Delaroche (1797-1856) peintre
- Eugène Delacroix (1798-1863) peintre
- Godard II d'Alençon (1797-1864) graveur
- Hippolyte Bellangé (1800-1866) peintre
- Achille Devéria (1800-1857) peintre, graveur
- Augustin-Désiré Pajou (1800-1878) peintre
- Paul Huet (1803-1869) peintre
- Auguste Bigand (1803-1875) peintre
- Grandville (Jean Ignace Isidore Gérard, dit) (1803-1847) graveur
- Théophile Langlois de Chèvreville (1803-1845) peintre
- Eugène Isabey (1804-1886) peintre
- Denis Auguste Marie Raffet (1804-1860) peintre
- Édouard Viénot (1804-?) peintre
- Hippolyte Bayard (1807-1887) photographe
- Honoré Daumier (1808-1879) peintre, graveur
- Louis Boulanger (1808-1867) peintre
- Narcisse Díaz de la Peña (1808-1878)[1] peintre
- Auguste Préault (1809-1879) sculpteur
- Ignace-François Bonhommé (1809-1881) peintre
- Constant Troyon (1810-1865) peintre
- Jules Dupré (1811-1889) peintre
- Théodore Rousseau (1812-1867) peintre
- Joseph Ferdinand Boissard de Boisdenier (1813-1866) peintre
- Charles Jacque (1813-1894) peintre
- Jean-François Millet (1814-1875) peintre
- Charles-Théodore Frère (1814-1886) peintre
- Thomas Couture (1815-1879) peintre
- Charles Marville (1816-1879) peintre, graveur, photographe
- Antoine Chintreuil (1816-1873) peintre
- Charles-François Daubigny (1817-1878) peintre
- Pierre-Édouard Frère (1819-1886) peintre
- Johan Barthold Jongkind (1819-1891)[2] peintre
- Théodore Chassériau (1819-1856) peintre
- Gustave Courbet (1819-1877) peintre
- Eugène Fromentin (1820-1876) peintre
- Nadar (Gaspard Félix Tournachon, dit « Nadar ») (1820-1910) photographe
- Charles Meryon (1821-1868) graveur
- Rosa Bonheur (1822-1899) peintre
- Alexandre Cabanel (1823-1889) peintre
- Jean-Léon Gérôme (1824-1904) peintre
- Théodule Ribot (1824-1891) peintre
- Eugène Boudin (1824-1898) peintre
- Pierre Puvis de Chavannes (1824-1898) peintre
- William-Adolphe Bouguereau (1825-1905) peintre
- Gustave Moreau (1826-1898) peintre
- Jean-Baptiste Carpeaux (1827-1875) sculpteur
- Jules-Élie Delaunay (1828-1891) peintre

## XIXesiècle(de l’impressionnisme au fauvisme)
Voir également Art moderne, Modernisme, Impressionnisme, Postimpressionnisme, Les Nabis, Fauvisme, Symbolisme, Art nouveau, Primitivisme, Art naïf, École de Pont-Aven.
- Camille Pissarro (1830-1903) peintre
- Étienne-Jules Marey (1830-1904) photographe
- Édouard Manet (1832-1883) peintre
- Gustave Doré (1832-1883) graveur
- Edgar Degas (1834-1917) peintre, sculpteur
- Henri Fantin-Latour (1836-1904) peintre
- Jules Chéret (1836-1932) peintre
- Paul Cézanne (1839-1906) peintre
- Ludovic-Napoléon Lepic (1839-1889) peintre;
- Odilon Redon (1840-1916) peintre, graveur et pastelliste
- Auguste Rodin (1840-1917) sculpteur
- Claude Monet (1840-1926) peintre
- Pierre-Auguste Renoir (1841-1919) peintre
- Frédéric Bazille (1841-1870) peintre
- Berthe Morisot (1841-1895) peintre
- Henri Georges Caïus Morisset (1841-1899) peintre
- Henri Rousseau dit « Le Douanier Rousseau » (1844-1910) peintre
- Gustave Caillebotte (1848-1894) peintre
- Jules Bastien-Lepage (1848-1884) peintre
- Paul Gauguin (1848-1903) peintre, sculpteur
- Henry Moret (1856-1913) peintre
- Vincent van Gogh (1853-1890)[2] peintre
- Michel Maximilien Leenhardt (dit Max) (1853-1941) peintre, décorateur, graveur, photographe
- Eugène Atget (1857-1927) photographe
- Delphin Enjolras (1857-1945) peintre
- Georges Seurat (1859-1891) peintre
- Antoine Bourdelle (1861-1929) sculpteur
- Aristide Maillol (1861-1944) sculpteur
- Louis Vivin (1861-1936) peintre
- Antonio de la Gandara (1861-1917) peintre
- Paul Signac (1863-1935) peintre
- Henri de Toulouse-Lautrec (1864-1901) peintre
- Paul Sérusier (1864-1927) peintre
- Paul Ranson (1864-1909) peintre
- Suzanne Valadon (1865-1938) peintre
- Félix Vallotton (1865-1925) (Suisse, a travaillé en France) graveur
- Étienne Buffet (1866-1948) peintre
- Pierre Bonnard (1867-1947) peintre
- Ker Xavier Roussel (1867-1944) peintre
- Hector Guimard (1867-1942) architecte et décorateur
- Édouard Jean Vuillard (1868-1940) peintre
- Georges Lacombe (1868-1916) peintre, sculpteur
- Émile Bernard (1868-1941) peintre
- Henri Matisse (1869-1954) peintre
- Adolf de Meyer (1869-1949) photographe
- Louis Valtat (1869-1952) peintre
- Maurice Denis (1870-1943) peintre
- Henri Morisset (1870-1956) peintre

## XXesiècle(avant la Seconde Guerre mondiale)
Voir également Art moderne, Modernisme, Cubisme, Groupe de Puteaux, École de Barbizon, École de Paris, Dadaïsme, Surréalisme.
- Maurice Dubois (1869-1944) peintre
- Georges Rouault (1871-1958) peintre
- František Kupka (1871-1957) (né en Tchéquie) peintre
- Henri Manguin (1874-1943) peintre
- Albert Marquet (1875-1947) peintre
- Jacques Villon (1875-1963) peintre
- Constantin Brancusi (1876-1957) (né en Roumanie) sculpteur
- Maurice de Vlaminck (1876-1958) peintre
- Raymond Duchamp-Villon (1876-1918) sculpteur
- Raoul Dufy (1877-1953) peintre
- Jean-Joseph Crotti (1878-1958) (Suisse) peintre
- Louis Marcoussis (1878-1941) (Louis Markus, né en Pologne) peintre
- Antony Troncet (1879-1939) peintre, pastelliste, graveur et poète
- Francis Picabia (1879-1953) peintre
- Émile Othon Friesz (1879-1949) peintre
- André Derain (1880-1954) peintre
- Albert Gleizes (1881-1952) peintre
- Henri Le Fauconnier (1881-1946) peintre
- Fernand Léger (1881-1955) peintre
- Georges Braque (1882-1963) peintre
- Auguste Herbin (1882-1960) peintre
- Raymond Lecourt (1882-1946) peintre normand
- Jean Metzinger (1883-1956) peintre, graveur
- Marie Laurencin (1883-1956) peintre
- Maurice Utrillo (1883-1955) peintre
- Georges Ribemont-Dessaignes (1884-1974) peintre
- Jacques Maroger (1884-1962) peintre
- Pierre Brissaud (1885-1964) peintre
- Robert Delaunay (1885-1941) peintre
- André Mare (1885-1932) peintre
- Henri Miloch (1898-1979) (né à Trieste, Italie) peintre
- Roger de La Fresnaye (1885-1925) peintre
- Amédée Ozenfant (1886-1956) peintre
- Jean (Hans) Arp (1886-1966) peintre, sculpteur
- Marc Chagall (1887-1985)[3] peintre
- Marcel Duchamp (1887-1968) peintre, sculpteur
- Gérard Cochet (1888-1969) peintre
- Suzanne Duchamp (1889-1963) peintre
- Ossip Zadkine (1890-1967) (né en Russie) sculpteur
- Jacques Lipchitz (1891-1973) (né en Lituanie, naturalisé Français puis Américain) sculpteur
- Max Ernst (1891-1976) peintre, sculpteur
- Bram van Velde (1892-1981)[2] peintre
- Chaïm Soutine (1894-1943)[3] peintre
- Jacques Henri Lartigue (1894-1986) photographe
- André Masson (1896-1987) peintre
- René Iché (1897-1954) sculpteur
- Jean Fautrier (1898-1964) peintre
- Georges Gimel (1898-1962) peintre, émailleur
- Gen Paul (1898-1975) peintre, graveur
- Henri Michaux (1899-1984)[4] peintre
- Brassaï (Gyula Halasz[5]) (1899-1984) photographe
- Yves Tanguy (1900-1955, naturalisé américain) peintre
- Jean Dubuffet (1901-1985) peintre
- Alberto Giacometti (1901-1966) (Suisse, a travaillé à Paris) sculpteur, peintre
- Alfred Georges Regner (1901-1987) peintre, graveur
- Hans Bellmer (1902-1975)[6] sculpteur, photographe, graveur

## XXesiècle(après la Seconde Guerre mondiale)
Voir également Art moderne.
- Jean Hélion (1904-1987) peintre
- Hans Hartung (1904-1992)[6] peintre
- Pierre Tal Coat (1905-1985) peintre
- Henri Cadiou (1906-1989) peintre
- Georges Dayez (1907-1991)
- Balthus (Balthasar Klossowski de Rola, dit « Balthus ») (1908-2001) (né en Pologne) peintre
- Victor Vasarely (1908-1997)[5] peintre
- Henri Cartier-Bresson (1908-2004) photographe
- Jacques Duthoo (1910-1960) peintre
- Lucien Hervé (László Elkán[5]) (1910-2007) photographe
- Gaston Chaissac (1910-1964) peintre
- Willy Ronis (1910-2009) photographe
- Pierre-César Lagage (1911-1977) peintre
- Louise Bourgeois (1911-2010) sculpteur
- Robert Doisneau (1912-1994) photographe
- Wols (Alfred Otto Wolfgang Schulze) (1913-1951) (Allemand, a travaillé en France) photographe
- Nicolas de Staël (1914-1955) (Français, origine russe) peintre
- Bernard Boesch (1914-2005) peintre et architecte
- Maurice Boitel (1919-2007) peintre
- Pierre Soulages (1919-2022) peintre
- Gabrielle Bellocq (1920-1999) peintre
- César Baldaccini (dit « César ») (1921-1998) sculpteur
- Georges Mathieu (1921-2012) peintre
- André Cottavoz (1922-2012) peintre
- Jacques Truphémus (1922-2017) peintre
- Simon Hantaï (1922-2008)[5] peintre
- Marc Riboud (1923-2016) photographe
- Jean Tinguely (1925-1991) (Suisse) sculpteur
- Robert Filliou (1926-1987) photographe, sculpteur, dessinateur
- Jacques Mahé de la Villeglé dit « Villeglé » (1926-2022) peintre
- François Morellet (1926-2016) peintre
- Raymond Hains (1926-2005) plasticien, sculpteur
- Yves Klein (1928-1962) peintre
- Bernard Buffet (1928-1999) peintre
- Arman (Armand Fernandez) (1928-2005) peintre
- Janine Mongillat (1929 ou 1930-2002)
- Charles Correia (1930-1988) sculpteur
- Niki de Saint Phalle (1930-2002) sculpteur
- Yvaral (Jean-Pierre Vasarely[7]) (1934-2002) peintre
- Étienne Ritter (1934-1994) peintre
- Benjamin Vautier (dit « Ben ») (1935-) peintre
- Martial Raysse (1936-) peintre
- Daniel Buren (1938-) sculpteur, peintre
- Pierre Laffillé (1938-2011) peintre
- Gérard Fromanger (1939-2021) peintre
- Carlo Maiolini (1940-2021) peintre, décorateur, designer
- Mariette Teisserenc (1940-) artiste plasticienne
- Claude Rutault (1941-2022) artiste conceptuel, peintre
- Ksenia Milicevic (1942-) peintre
- Annette Messager (1943-) artiste plasticienne
- Jacques Pellegrin (1944-2021) peintre
- Christian Boltanski (1944-2021) peintre, photographe, sculpteur
- Bernard Bouin (1945-) peintre
- Gérard Garouste (1946-) sculpteur, peintre
- Michel Batlle (1946-) peintre, sculpteur
- Gérard Collin-Thiébaut (1946-) peintre, sculpteur
- Armand Langlois (1947-) peintre, plasticien, sculpteur
- Georges Rousse (1947-) photographe
- Claude-Max Lochu (1951-) peintre
- Pierre Toutain-Dorbec (1951-) peintre, sculpteur, photographe, écrivain
- Christine Crozat (1952-) peintre, sculpteur
- Bettina Rheims (1952-) photographe
- Jean-Noël Vandaele (1952-) peintre
- Thierry Bisch (1953-) peintre
- Sophie Calle (1953-) photographe
- Antoine Leperlier (1953-) sculpteur
- Bernard Frize (1954-) peintre
- Joel Ducorroy (1955-) plasticien
- Richard Texier (1955-) peintre, sculpteur, plasticien
- Robert Combas (1957-) peintre
- Pascal Lecocq (1958-) peintre, scénographe
- Fabrice Hybert (1961-) peintre, plasticien
- Klaus Guingand (1962-) peintre, plasticien
- Philippe Richard (1962-) peintre
- Carole Jury (1975-) peintre, photographe
- Pierre et Gilles (actifs depuis 1976) photographes
- Emma Dusong (1982-) artiste plasticienne
- Najoua Darwiche (1984-) conteuse
- Jisbar (1989-) de son vrai nom Jean-Baptiste Launay, artiste peintre

## Photographes
Voir également Liste de photographes, Catégorie:Photographe français.
- Joseph Nicéphore Niépce (1765-1833) inventeur de la photographie
- Louis-Jacques Daguerre (1787-1851)
- Hippolyte Bayard (1807-1887)
- Charles Marville (1816-1879)
- Nadar (Gaspard Félix Tournachon, dit « Nadar ») (1820-1910)
- Bruno Braquehais (1823-1875)
- Etienne-Jules Marey (1830-1904)
- Eugène Atget (Jean-Eugène Auguste Atget) (1857-1927)
- Jacques Henri Lartigue (1894-1986)
- Brassaï (Gyula Halasz[5]) (1899-1984)
- Henri Cartier-Bresson (1908-2004)
- Willy Ronis (1910-2009)
- Lucien Hervé (László Elkán[5]) (1910-2007) photographe
- Robert Doisneau (1912-1994)
- Jean Dieuzaide (1921-2003)
- Édouard Boubat (1923-1999)
- Marc Riboud (1923-2016)
- Jeanloup Sieff (1933-2000)
- Lucien Clergue (1934-2014)
- Marc Garanger (1935-2020)
- Joseph Koudelka (1938-)
- Raymond Depardon (1942-)
- Yann Arthus-Bertrand (1946-)
- Pierre et Gilles (actifs depuis 1976)